# 塞門刀車

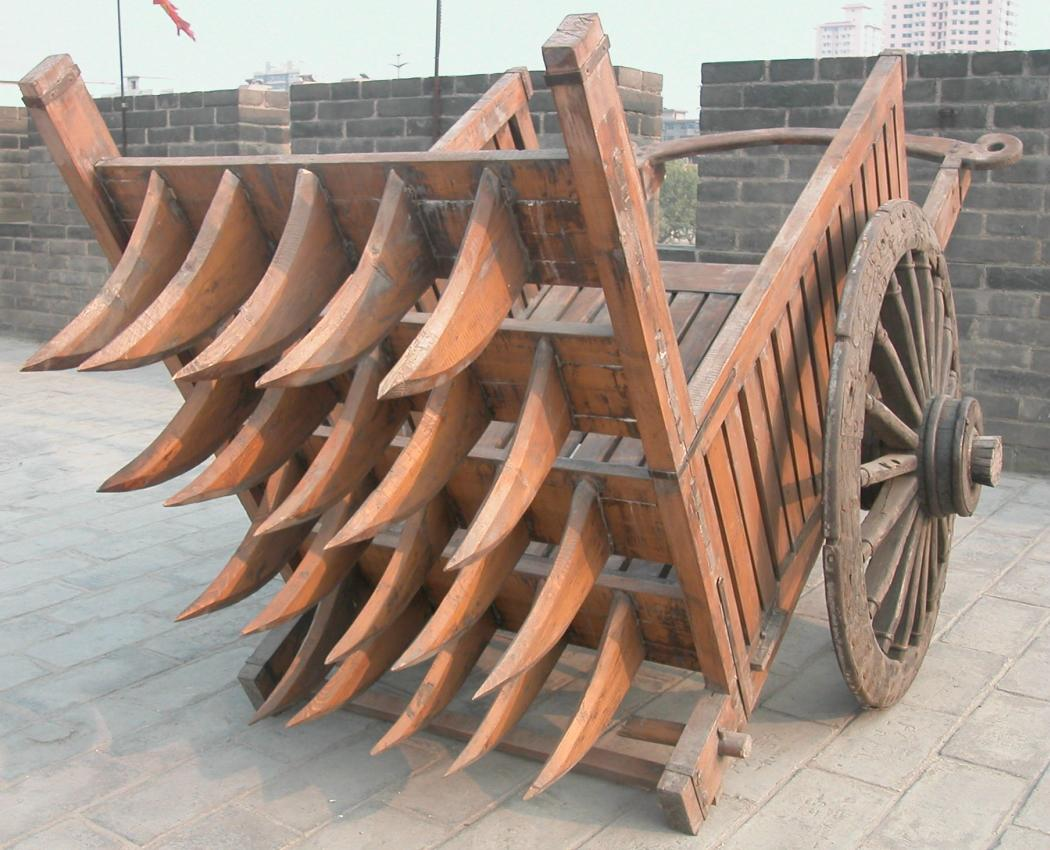
西安长乐门城楼上的古代塞門刀車仿制品

塞門刀車是古代守軍的守城兵器，在兩輪車前安裝數層鋒刃，並在餘孔部位安裝火銃，遇到城門或城牆被破時即以車塞縫，點燃火銃，阻礙攻軍進入，為塞門車的改進。